# Clitoriinae
Clitoriinae este un subtrib de plante tropicale și subtropicale din familia fabaceelor, cu frunze palmate sau lanceolate, flori albastre, albe, roze grupate în inflorescențe de tip racem sau solitare, petalele fiind în formă de vexillum sau rotunjite.